# Rizha
Tamara Luz Ronchese (Rosario, 26 de julio de 1999), más conocida como Rizha, es una cantante y actriz argentina residente en España.

## Biografía

### Inicios musicales
Hija de Fernando Ronchese y Malvina Bonetto, Tamara Ronchese nació en Rosario, pero vivió desde su infancia en la ciudad de Las Rosas. Realizó sus estudios primarios en la escuela Dante Alighieri (2002-2012).
A la temprana edad de 6 años aprendió a tocar la guitarra y tan solo 2 años después empezó a componer sus propias canciones en español.
Finalizó sus estudios secundarios en España y en el año 2018 comenzó los estudios de filosofía en la Universidad Complutense de Madrid.

### Carrera profesional
Con 13 años se mudó a España y comenzó la escuela secundaria. Después, fue descubierta accidentalmente por el cazatalentos Jordi Tello de Universal Music Publishing que al escucharla en una grabación casera en un móvil le propuso desarrollar su carrera profesional.
A finales de 2013 apareció por primera vez en una revista, siendo algunas de ellas Vanity Fair y 40 Principales.
En 2014 lanzó al mercado su primer EP junto a Fernando Gómez (Masseratti 2lts) llamado «Grandma Jewels».
En 2017 lanza su álbum debut, llamado «Finally», en el que también se convierte en productora de su propia música. El álbum tuvo buena acogida  por parte del público general, de la industria y radios como Radio 3 y Los 40 Principales. En 2018 publica un EP titulado «Lifted» junto a Chesko.
En  2019 se estrena como actriz en televisión con la segunda temporada de Skam España, producida por Zeppelin TV y emitida en Movistar+. Además publica otros dos EP: «Hipnos» y «Dysnomia».
En 2020 saco su nuevo EP en español titulado "XX" y a finales del mismo año sacó su tercer disco titulado "Fever Dream" el cual cuenta con 10 canciones, 5 de ellas en colaboración.

## Discografía
Álbumes de estudio
- 2017: «Finally» Cuenta con 12 canciones.
- 2019: «OUTSIDE» Tiene 10 canciones.
- 2020: «FEVER DREAM» Contiene 11 canciones y 5 de ellas van en colaboración.

EP
- 2018: «Lifted», en colaboración con Chesko y con 4 canciones titulados: Go, Back to You, Thank You y D 4 U.
- 2018: «Fuckit», con cuatro canciones: Nice, Everything Smells Like, Don't y Used To.
- 2019: «Hipnos», con cinco canciones: Oxytocin, Blush, Ride or Die, Nirvana y Cute Bitch.
- 2019: «Dysnomia», en colaboración con Ikki. Contiene cuatro canciones: Around, Maybe, SlowMo y Him.
- 2020: «I DON'T NEED YOUR VALIDATION, YOU NEVER MEET MY EXPECTATIONS» Con 2 canciones: Expectations y Knives.
- 2020: «XX», con 3 canciones en español: Se te ve venir, Fly con vos y 20.

Singles
- 2017: «Every Day is Halloween»
- 2017: «Even if it hurts a little», junto a Exavia.
- 2019: «All Around the World», junto a Sandjake.
- 2019: «Follow rivers» cover de Lykke Li.
- 2019: «No Sweater», junto a Crystal Face.
- 2020:  «Start Over», junto a Chesko.
- 2020: «Right Here» cover de Lil Peep.
- 2021:  «Heaven»
- 2021:  «Glitt3r», junto a Glitch Gum.
- 2021: «Slow Dance With You» cover de Marceline.
- 2021:  «Mario Kart»
- 2021:  «Iconic»
- 2021:  «Sims»
- 2021:  «Aladdin 2.0», junto a July Jones.
- 2021:  «Highchair»
- 2021:  «No molestar», junto a Traw.

Bandas sonoras
- 2017: «Way Up», tema original de la película La noche después de que mi novia me dejara, dirigida por Fernando Ronchese.

## Videoclips
- 2015: «Back home» (Grandma's Jewels), dirigido por Fernando Ronchese.
- 2017: «One To The Drunk Goods» (Finally), dirigido por Fernando Ronchese.
- 2017: «Lost My Voice» (Finally), dirigido por Vincent Lecerf.
- 2017: «Happy Bummer Day» (Finally), dirigido por Fernando Ronchese.
- 2018: «Makeup» (Finally), dirigido por Fernando Ronchese.[12]
- 2018: «Your Bong» (Finally), dirigido por Rizha.
- 2019: «Around» (Dysnomia), dirigido por Fernando Ronchese.
- 2019: «Money» (Outside), dirigido por Fernando Ronchese.
- 2019: «Game» (Outside), dirigido por Fernando Ronchese.
- 2019: «Endling» (Outside), dirigido por Fernando Ronchese.
- 2019: «Se te ve venir» (XX), dirigido por Fernando Ronchese.
- 2020: «Fly Con Vos» (XX), dirigido por Fernando Ronchese.
- 2020: «20» (XX), dirigido por Rizha.
- 2020: «Live the Weekend» (Fever Dream), dirigido por Rizha.

## Filmografía

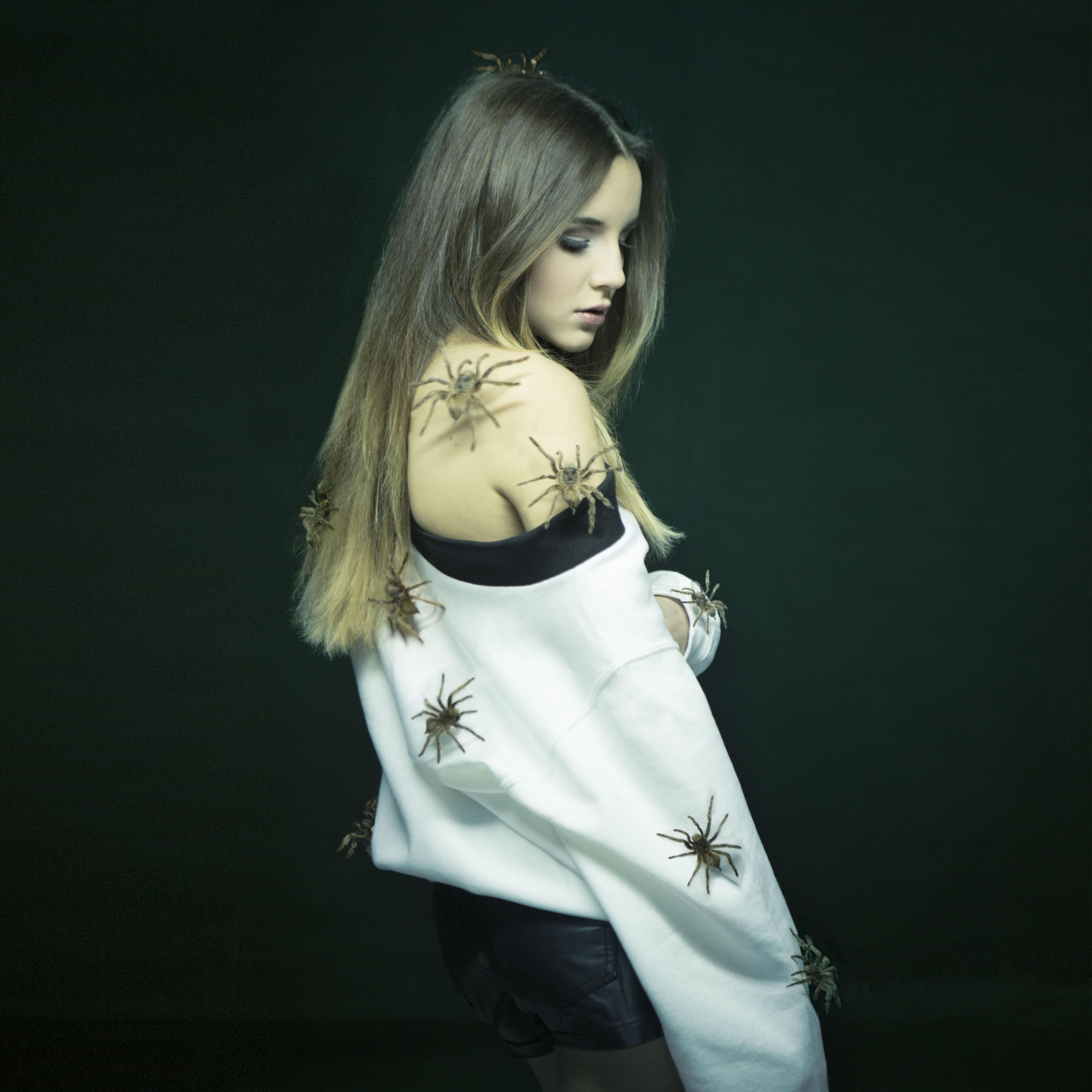
Otra fotografía publicitaria de Rizha.

### Películas
| Año  | Título                | Personaje         | Director          | Notas            |
| ---- | --------------------- | ----------------- | ----------------- | ---------------- |
| 2006 | La llamada            | Niña pequeña      | Fernando Ronchese | Cortometraje     |
| 2014 | Ente                  | Hija              | Fernando Ronchese | Cortometraje     |
| 2018 | Alcanzando tu sueño   | Angel X           | Max Minghella     | Papel secundario |
| 2019 | Lo dejo cuando quiera | Fan de la química | Carlos Therón     | Papel menor      |
| TBA  | The Same              | Rizha             | Paco Plaza        | Cortometraje     |

### Televisión
| Año  | Título        | Personaje     | Notas |
| ---- | ------------- | ------------- | --- |
| 2017 | Centro Médico | Claudia       | Episódio 27/09/17 (1) (1 episódio)                                                                                         |
| 2019 | Skam España   | Joana Bianchi | Elenco principal; 10 episodios (Temp. 2 ) Elenco principal; 6 episodios (Temp. 3 ) Elenco principal; 3 episodios (Temp. 4) |